# Новоміська сільська громада
Новоміська сільська об'єднана територіальна громада — колишня об'єднана територіальна громада в Україні, у Старосамбірському районі Львівської області. Адміністративний центр — село Нове Місто.
Площа громади — 113 км², населення — 5966 мешканців (2021).
Утворена 21 серпня 2015 року шляхом об'єднання Болозівської, Грушатицької, Конівської та Новоміської сільських рад Старосамбірського району.
Ліквідована 12 червня 2020 року шляхом включення до Добромильської громади.

## Населені пункти
До складу громади входять 14 сіл (нас. чол.):
- с. Нове Місто (878)
- с. Боневичі (613)
- с. Городисько (131)
- с. Грабівниця (330)
- с. Комаровичі (350)
- с. Посада-Новоміська (602)
- с. Болозів (691)
- с. Нижня Вовча (523)
- с. Грушатичі (523)
- с. Дешичі (370)
- с. Саночани (124)
- с. Чижки (513)
- с. Конів (543)
- с. Товарна (168)

## Керівництво
Головою ОТГ є Куляс Петро Петрович. Список Депутатів VII демократичного скликання Новоміської сільської ради складається з 23 депутатів.

## Соціальна сфера
На території ОТГ є розвинута мережа закладів освіти до складу якої входить Новоміська ЗОШ І-ІІІ ступеня а також 6 шкіл І-ІІ ступеня у селах Боневичі, Болозів, Конів, Грушаттичі, Чижки, Нижнє Вовче.
Також діє 22 заклади культури. Медична мережа складається з Новоміської амбулаторії та 12 ФАПів